# Roberto González Fernández
Roberto González Fernández (* 1948 in Monforte de Lemos, Provinz Lugo, Spanien) ist ein spanischer Kunstmaler des Realismus.

## Leben
González Fernández studierte zwischen 1969 und 1974 an der Real Academia de Bellas Artes de San Fernando in Madrid. 1977 zog er nach Edinburgh, Schottland. Seitdem arbeitet er als Kunstmaler zwischen Edinburgh, La Coruña und Madrid.
1984 erhielt er ein Stipendium der New York Foundation for the Arts. Bekannt als Exponent des spanischen Realismus arbeitet er auch mit Fotografie in Zusammenarbeit mit dem Künstler David Trullo. Seine Malerei ist von einem großen formalen Realismus, Homosexualität und die Behandlung von Homoerotik sind Schlüssel zu seiner Arbeit. Seine Karriere begann 1967 in der Galerie Artes Coruña. Viele seiner Ausstellungen fanden jedoch in Großbritannien statt, wo er immer noch jährlich ausstellt. Im November 2008 gab es in Ferrol eine Anthologie-Ausstellung mit rund 300 Werken seiner Karriere. In Deutschland war er unter anderem 1996 in der Ausstellung: Hauptsache subjektiv-alles ist erlaubt im Gropiusbau zu sehen. 2017 stellte das Museo de Belas Artes da Coruña seine Serie Los observadores y observados aus.
Seine Arbeiten sind in bekannter Sammlungen vertreten, wie zum Beispiel Caixanova, Diputación de La Coruna, Museo de Belas Artes da Coruña, Edinburgh City Art Center, Hunterian Museum, Kelvingrove Museum, Glasgow, Argentaria Stiftung, Madrid und andere Kunstzentren der Welt wie der Forbes-Sammlung New York und des Victoria & Albert Museum in London.